# Swiatoszyn
Swiatoszyn (ukr. Святошин) – jedna ze stacji kijowskiego metra na linii Swjatoszynśko-Browarśkiej. Została otwarta 5 listopada 1971 roku.
Nazwa stacji nawiązuje do historycznej dzielnicy Swiatoszyn.
Stacja znajduje się płytko pod ziemią i była wraz ze stacjami Nywky i Szulawśka pierwszymi w Kijowie budowanymi metodą odkrywkową. Stacja składa się z centralnej sali z rzędami okrągłych kolumnach w pobliżu peronu. Ściany stacji przy torach wyłożone są kafelkami z „abstrakcyjnym” motywem. Wejście do stacji jest połączone z tunelami osobowym na obu końcach stacji, przechodzącym pod Prospektem Pieriemohy Prospekt (Aleja Zwycięstwa). Zachodnie wyjście jest połączone ze stacją kolejową Swiatoszyn.